# Mythe de la Terre plate
Cet article concerne la légende urbaine selon laquelle les Européens croyaient au Moyen Âge que la Terre était plate. Pour les croyances réellement attestées, voir Figure de la Terre dans l'Antiquité. Pour les croyances contemporaines, voir Flat Earth Society.

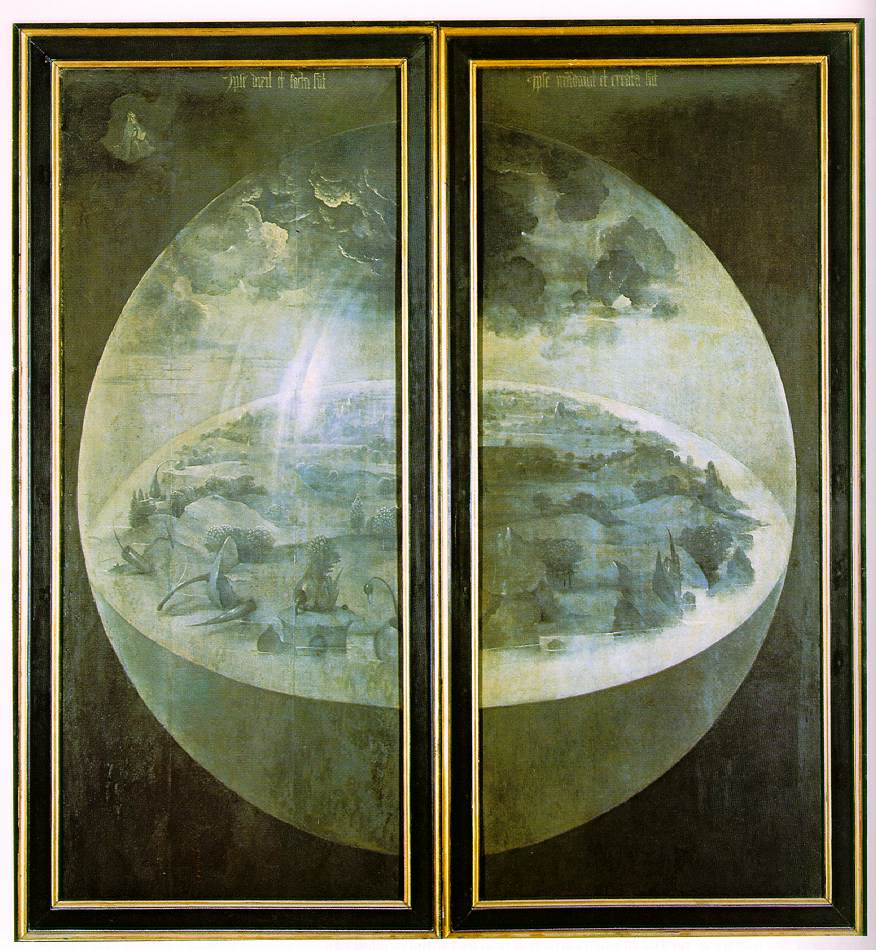
La Création du monde de Jérôme Bosch, extérieur du Jardin des délices.

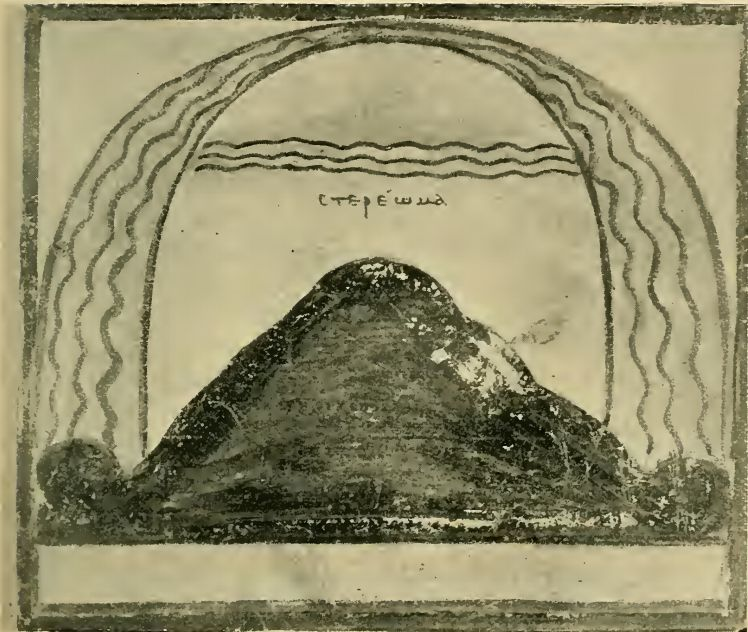
Le moine Cosmas Indicopleustès, au VIe siècle, soutient l'idée d'une Terre plate, dominée par une haute montagne, surplombée par un firmament solide séparant l'atmosphère terrestre des eaux supérieures d'où sortira le Déluge : une conception beaucoup moins répandue qu'on ne l'a cru.

Le mythe de la Terre plate est la légende urbaine selon laquelle, durant le Moyen Âge, la vision cosmologique dominante était celle d'une Terre plate et non sphérique,.
Ce mythe se traduit notamment dans l'imaginaire collectif et la culture populaire par des représentations erronées des enjeux concernant deux épisodes historiques : celui du voyage de Christophe Colomb, marqué par sa dissension avec les monarques espagnols et celui du procès de Galilée. Selon ces représentations, Colomb et Galilée avaient compris, contrairement à leurs contemporains, que la Terre est sphérique et seraient pour cette raison entrés en conflit avec les figures d'autorité de leur temps qui auraient été adeptes du dogme de la Terre plate.
En réalité, pratiquement tous les érudits européens conservent la vision d'une Terre sphérique énoncée par les Grecs de l'Antiquité, en dépit de ce que pourraient laisser croire des représentations artistiques fantaisistes, comme l'extérieur du fameux triptyque de Jérôme Bosch, Le Jardin des délices, représentant la Terre plate dans un globe.
Selon Stephen Jay Gould, « Il n'y a jamais eu de période obscure à ce sujet parmi les lettrés (quoi qu'ait pu penser le grand public) ; la connaissance établie par les Grecs de la rotondité de la Terre ne s'est jamais perdue, et tous les grands érudits médiévaux acceptaient cela comme un résultat acquis de la cosmologie ». Les historiens David C. Lindberg et Ronald Numbers font remarquer que « pratiquement aucun érudit chrétien médiéval n'ignorait la sphéricité de la Terre, et la plupart connaissaient même une valeur approchée de sa circonférence ».
Selon l'historien Jeffrey Burton Russell (en), c'est entre 1870 et 1920 que la croyance en une ignorance médiévale a le plus prospéré, dans le contexte idéologique créé par les luttes autour de la théorie de l'évolution. Russell réaffirme que « quasiment aucune personne éduquée ne croit que la Terre est plate », et attribue la popularisation du mythe à des écrits de John William Draper, Andrew Dickson White et Washington Irving,,.

## Historique

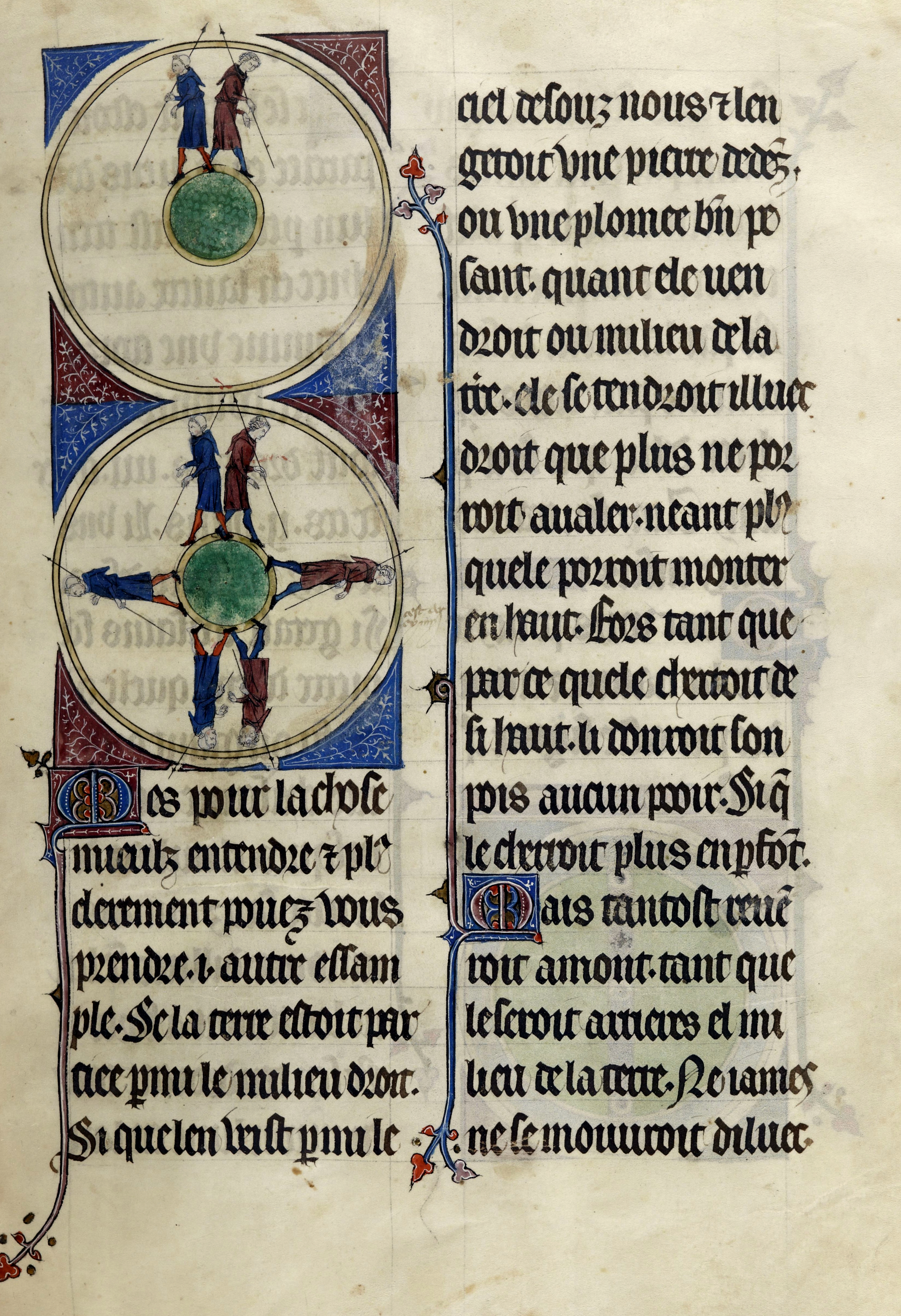
Illustration de la Terre sphérique dans L'Image du monde de Gautier de Metz (vers 1246).

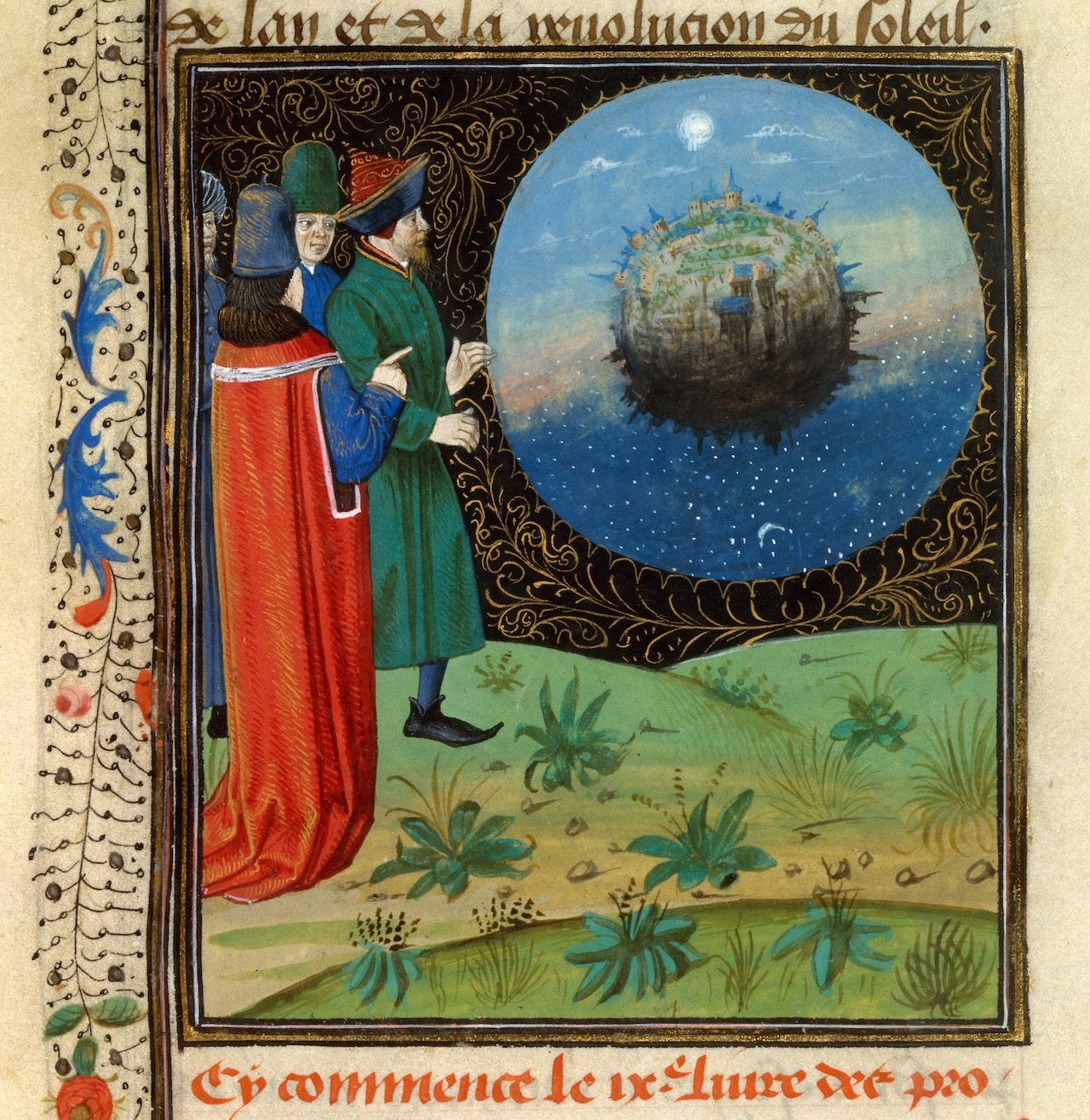
Des astronomes observent la Terre sphérique. Enluminure médiévale ornant le De proprietatibus rerum (Livre des propriétés des choses) du franciscain Barthélemy l'Anglais.

Dans son ouvrage Inventing the Flat Earth (L'invention de la Terre plate), Jeffrey Russell décrit ce mythe comme un récit destiné à ridiculiser les idées pré-modernes et le créationnisme,.
James Hannam écrit :

« Le mythe selon lequel les gens du Moyen Âge croyaient la Terre plate semble apparaître au XVIIe siècle comme élément de la campagne des  Protestants contre les enseignements de l'Église catholique.  Il prit de l'influence au XIXe siècle en raison de récits historiques inexacts, comme l’Histoire du conflit entre la Religion et la Science de John William Draper (1874) ou Une Histoire du conflit entre la Science et la Théologie dans la Chrétienté de Andrew Dickson White (1896). Athées et agnostiques s'emparèrent de la  thèse du conflit pour leurs propres objectifs, mais la recherche historique montra progressivement que Draper et White avaient fait preuve de beaucoup d'imagination dans leurs  efforts pour montrer que la science et la religion étaient figées dans un conflit éternel. »

### Antiquité

Reconstitution de la carte d'Hécatée de Milet

Thalès évoque l'idée d'une surface terrestre flottante sur un cosmos océan, mais cette théorie est contredite par son contemporain Anaximandre, et sera donc rapidement marginalisée au fil du VIè siècle avant notre ère.
Dans ses Confessions, Augustin d'Hippone (354-430) met en doute que les antipodes soient habités, ce qui indique qu'il connaît et admet leur existence géodésique. Néanmoins, ce débat sur l'habitabilité de l'hémisphère sud a pu prêter à confusion sur le sens exact des commentaires, au regard de la forme de la Terre à en déduire. Par exemple, l'apologiste Lactance est le dernier penseur chrétien réputé croire en la platitude de la planète, alors que ses écrits dans Divinæ Institutiones mettaient plutôt en cause la plausibilité de l'existence des antipodiens au prétexte que ces derniers vivraient la tête en bas. Or, par extrapolation, cela induit qu'une grande partie du monde serait trop « penchée » pour permettre à des hommes d'y tenir debout et que seuls les continents proches du centre du monde seraient habitables.
Néanmoins, il était déjà admis depuis Aristote que tous les objets sur le plan terrestre sont attirés par le centre de la Terre. Il n'est pas certain que Lactance ne faisait pas référence à des habitants de mondes souterrains.

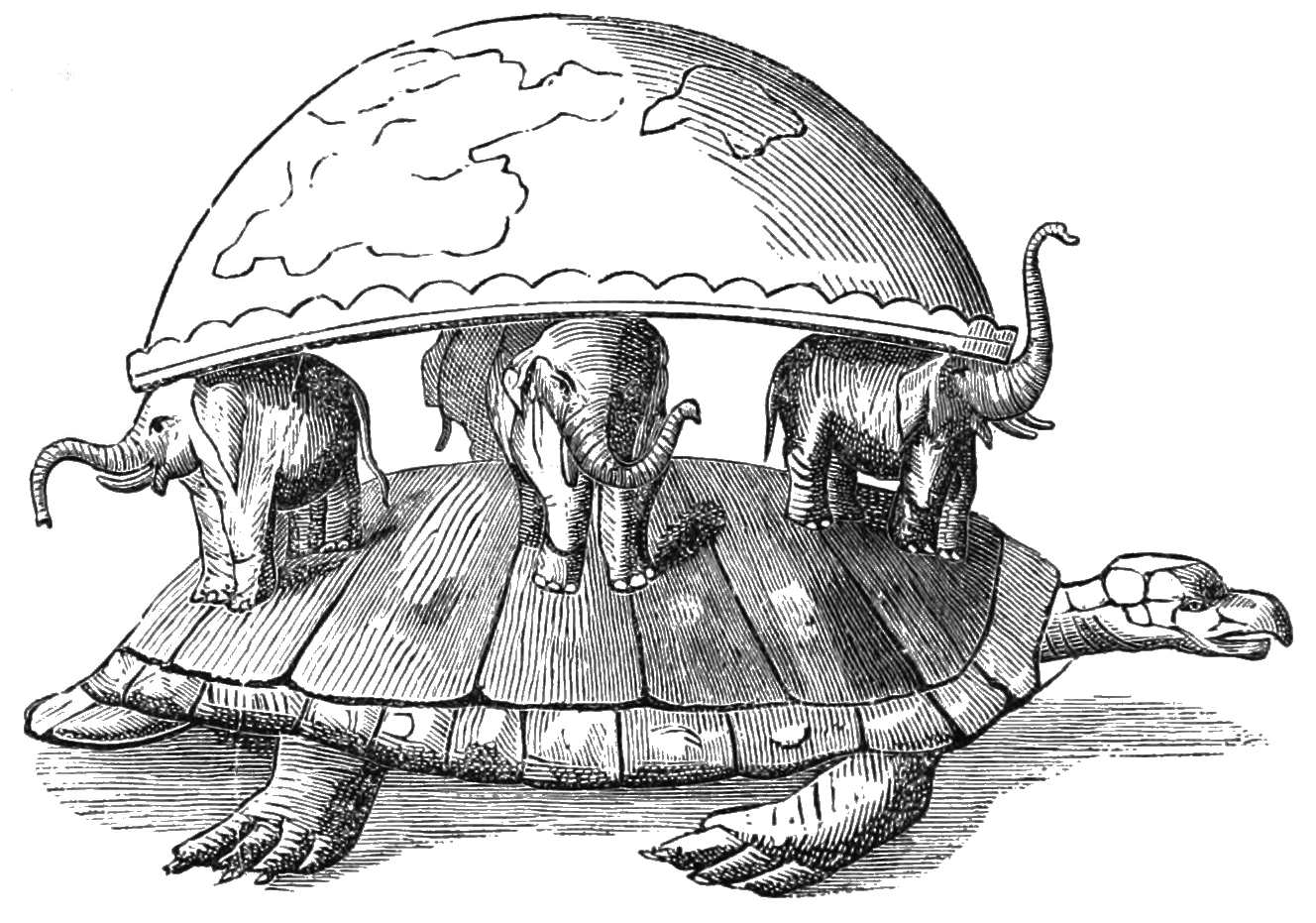
Une tortue-monde.

Le mythe de la Tortue-monde (en) était toutefois répandu dans l'Extrême-Orient, en particulier dans les mythologies hindoues et chinoises. À une époque où les connaissances géographiques se limitaient à l'Ancien Monde, il était ainsi concevable que le « plan terrestre » possédât un bord infranchissable.

### Judaïsme
L'idée de la Terre plate a eu des partisans parmi les rabbins interprètes du Talmud. Moïse Maïmonide doit les réfuter au XIIe siècle et s'efforcer de concilier le récit biblique de la Création avec le système de Ptolémée.

### XVIIeetXVIIIesiècles
Vers 1650, Cyrano de Bergerac, au chapitre 5 de son Histoire comique des États et Empires de la Lune, cite (faussement) saint Augustin qui aurait dit selon lui que « de son temps la terre était plate comme un four, et qu’elle nageait sur l’eau comme une orange coupée ». En réalité, cet évêque d'Hippone s'interroge à plusieurs reprises sur l'éventualité de la présence d'hommes aux antipodes, ce qui montre qu'il connaît et admet leur existence. Robert Burton, dans L'Anatomie de la mélancolie, écrit :

« Virgile de Salzbourg fut mis en cause, parce qu'il croyait aux antipodes, ce qui contredisait l'opinion de saint Augustin, Basil et Lactantius, lesquels croyaient la Terre ronde comme un tranchoir (ce que José de Acosta et l'expérience ordinaire acceptent plus aisément) mais pas comme une boule. »

Ainsi, il était possible de discréditer des adversaires idéologiques en les accusant de ces croyances bien avant le XIXe siècle, même si Burton lui-même conclut avec une citation (authentique) de saint Augustin, affirmant que « mieux vaut douter des choses cachées, que de se disputer en prétendant savoir où se trouve le sein d'Abraham, ou quelle est la nature du feu de l'Enfer ».
Dans Erasmus Montanus (en) (1723), une comédie de Ludvig Holberg, Erasmus Montanus rencontre une opposition considérable en affirmant que la Terre est ronde, les paysans refusant d'y croire ; il ne peut épouser sa fiancée tant qu'il ne crie pas que la Terre est plate comme une crêpe.
Voltaire utilise dans son Dictionnaire philosophique (1764) le père de l'Église Lactance pour affirmer la pensée d'une acceptation généralisée de la Terre plate au Moyen Âge comme un dogme de l'église catholique, lui associant saint Augustin et l'ensemble des dignitaires de l'Église de manière mensongère, et avançant que Christophe Colomb aurait dû affronter les pères de l'Église pour permettre son expédition,.
Dans le livre de Thomas Jefferson Notes on the State of Virginia (en) (1784), écrit comme une liste de réponses à des questions, Jefferson utilise la question concernant la religion pour critiquer l'idée de religion subventionnée par l'État, mentionnant une série de croyances erronées sur la Nature imposées au peuple par des autorités religieuses. Il mentionne ainsi les démêlés de Galilée avec l'Église, les attribuant (de façon erronée, puisque la rotondité de la Terre était connue depuis l'Antiquité) à cette question :

« Le gouvernement est tout aussi infaillible lorsqu'il parle de physique. Galilée fut présenté à l'inquisition pour avoir affirmé que la Terre était une sphère : le gouvernement l'avait déclarée aussi plate qu'un tranchoir, et Galilée dut abjurer son erreur. Cependant l'erreur finit par prévaloir, la Terre devint un globe, et Descartes déclara qu'un tourbillon entraînait sa rotation autour de son axe. »

### XIXesiècle
Durant le XIXe siècle, la perception d'un antagonisme entre la science et la religion est particulièrement forte. Les affrontements autour de la révolution darwinienne contribuèrent à la naissance de la thèse du conflit, une vision de l'histoire selon laquelle toute interaction entre science et religion amène presque inévitablement à une hostilité déclarée, la religion jouant le rôle d'agresseur contre les nouvelles idées scientifiques.

#### Biographie de Christophe Colomb
En 1828, Washington Irving fait paraître une biographie de Colomb largement romancée, A History of the Life and Voyages of Christopher Columbus (en), laquelle est souvent prise pour un travail universitaire rigoureux. Dans cette biographie, Irving prétend rapporter les rencontres des commissions destinées à évaluer les propositions de Colomb, et invente en particulier l'histoire hautement improbable selon laquelle les membres les plus ignorants de la commission auraient, au nom des Saintes Écritures, élevé des objections à l'affirmation que la Terre était ronde.
En fait, comme Irving lui-même l'écrit, la question vers 1490 n'était pas la forme de la Terre, mais sa taille, et en particulier la position des côtes orientales de l'Asie. Combinant plusieurs sous-estimations des longitudes et de la circonférence du globe, Colomb estimait la distance à franchir d'environ 5 000 km, alors que la valeur exacte est environ quatre fois plus grande. Les érudits espagnols ignoraient les valeurs exactes, mais pensaient à raison que celles de Colomb étaient bien trop faibles, d'où leur méfiance, la vraie question étant de savoir jusqu'où il était possible de naviguer compte-tenu des limites techniques des navires de l'époque.
De fait, les caravelles parvinrent tout juste à atteindre les îles orientales des Caraïbes ; les équipages étaient sur le point de se mutiner, non par crainte de tomber du bord d'une Terre plate, mais parce qu'ils commençaient à manquer de vivres et d'eau potable.

#### Défenseurs de la science
En 1834, quelques années après la publication du livre d'Irving, Jean-Antoine Letronne publie un article dans la Revue des Deux Mondes au titre caractéristique : Des opinions cosmographiques des pères de l’Église rapprochées des doctrines philosophiques de la Grèce. Dans cet article, l’auteur oppose les « fantasmes religieux du Moyen Âge » à l’âge de la raison, l’ère des Lumières, affirmant en particulier que le Moyen Âge croyait à la Terre plate,. Trois ans plus tard, William Whewell, dans son History of the Inductive Sciences (1837), utilise Lactance, auteur de Institutiones Divinae (en) (vers 310), et Cosmas Indicopleustès, auteur de la Topographie chrétienne (en) (vers 548), comme preuves d'une croyance médiévale en la Terre plate. Lactance avait été ridiculisé longtemps auparavant par Copernic dans son De revolutionibus (1543) comme quelqu'un « se moquant de façon enfantine de ceux qui déclarent que la Terre a la forme d'un globe ».
D'autres historiens ne tardent pas à suivre Whewell, malgré leur difficulté à trouver d'autres exemples. Ainsi John William Draper écrit une History of the Conflict between Religion and Science (1874), utilisant l'idée que les premiers Pères de l'Église croyaient la Terre plate comme preuve de l'hostilité de l'Église aux progrès de la science. L'histoire d'une large adhésion à ces croyances est reprise en 1876 par Andrew Dickson White dans The Warfare of Science et développée vingt ans plus tard dans son History of the Warfare of Science with Theology in Christendom, qui exagère le nombre et l'importance des tenants médiévaux d'une Terre plate pour confirmer le modèle de White d'une guerre entre la théologie dogmatique et les progrès de la science. C'est l'acceptation de cette métaphore d'une guerre entre le progrès scientifique des Lumières et l'obscurantisme religieux des Âges sombres qui répand l'idée d'une croyance moyenâgeuse en une Terre plate.

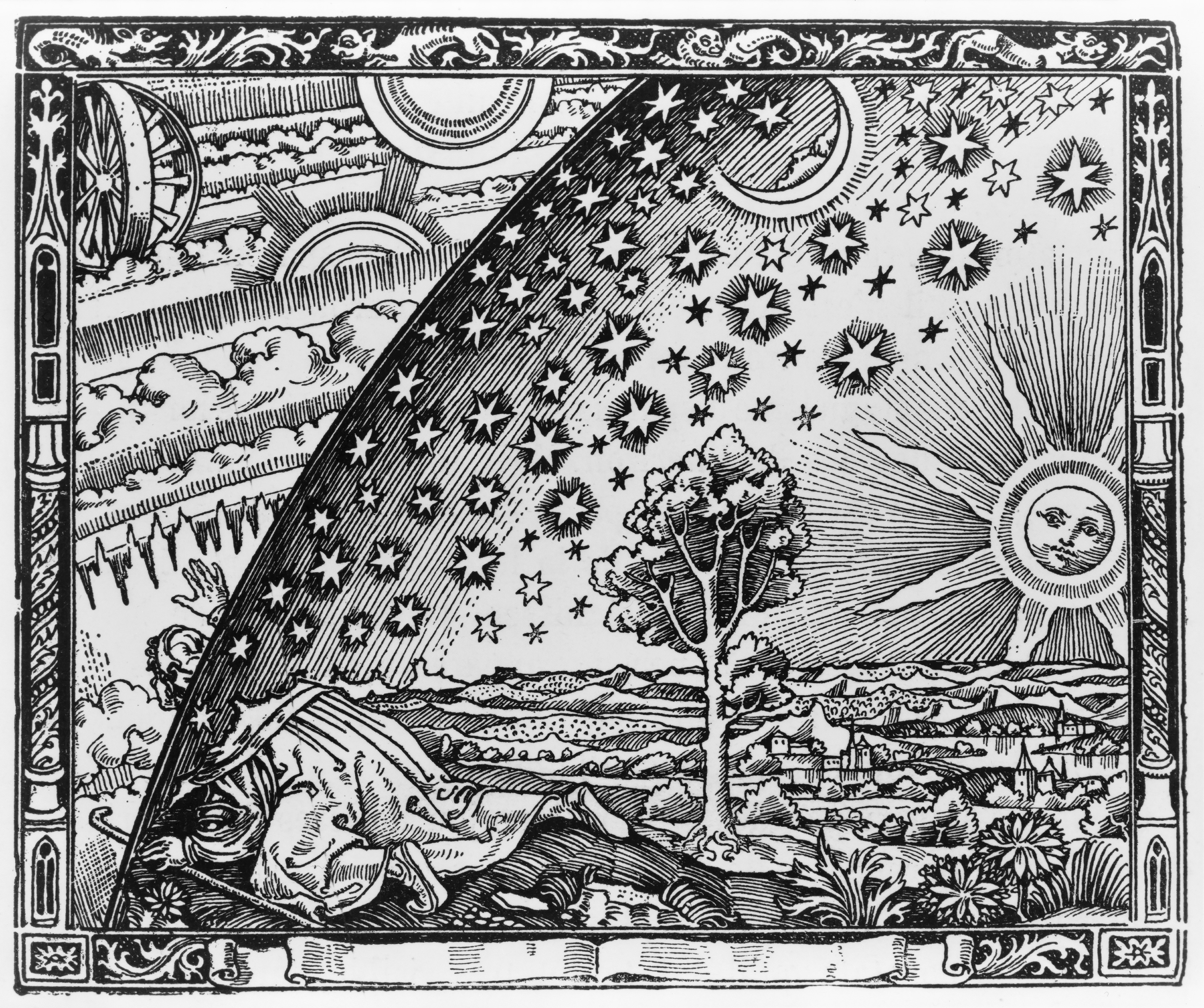
La gravure de Flammarion.

La célèbre gravure illustrant (selon Camille Flammarion) le récit d'un missionnaire qui serait arrivé « là où le Ciel et la Terre se touchent » est publiée en 1888 dans L'Atmosphère : météorologie populaire, mais n'est largement diffusée qu'au XXe siècle. Plusieurs commentateurs considèrent qu’il s’agit d’une reprise par Flammarion lui-même d’une illustration symbolique de la Renaissance, modifiée pour ne laisser apparaître que ce qui conforte le mythe.

### Depuis leXXesiècle
À partir du début du XXe siècle, de nombreux livres et articles discutent le mythe comme appartenant aux idées reçues sur le Moyen Âge. Ainsi, le livre de C. S. Lewis, The Discarded Image (L'image rejetée), consacré aux visions de l'univers au Moyen Âge et à la Renaissance, analyse les connaissances des classes cultivées, attirant par exemple l'attention sur les détails du voyage en Enfer de Dante dans la Divine Comédie, où la Terre est clairement décrite comme sphérique, la gravité attirant tout vers son centre. Jeffrey Burton Russell (en) réfuta l'idée d'une croyance dominante en la Terre plate dans une monographie intitulée L'invention de la Terre plate : Colomb et les historiens.
Bien que le mythe soit réfuté par les historiens, il persiste dans la culture populaire et dans certains manuels scolaires américains, parfois jusqu'au XXIe siècle. Ainsi, un livre de classe publié en 1919 affirme, en introduction aux lectures suggérées pour le jour de Christophe Colomb, que :

« Du temps de Colomb, les gens pensaient que la Terre était plate ; ils croyaient que l'Atlantique était rempli de monstres assez grands pour dévorer leurs navires, et se terminait par d'effrayantes chutes d'eau. Colomb dut combattre ces croyances absurdes pour convaincre ses marins de le suivre ; lui était sûr que la Terre était ronde. »

Jusqu'en 1980, les premières éditions du manuel The American Pageant (en) de Thomas A. Bailey (en) affirment que « les marins superstitieux de son équipage … étaient proches de la mutinerie … parce qu'ils avaient peur de basculer au-dessus du bord du monde ».
Encore en 1983, Daniel J. Boorstin publie The Discoverers (en), le premier d'une série d'ouvrages de vulgarisation historiques concernant le progrès des connaissances, dont la couverture représente la gravure de Flammarion, et qui affirme que « du quatrième au quatorzième siècle au moins, la foi et le dogme chrétien supprimèrent l'utile image du monde qui avait été si scrupuleusement tracée par les anciens géographes ». Boorstin consacre un chapitre à la Terre plate, dans lequel il peint Cosmas Indicopleustès comme le père de la géographie chrétienne. Le modèle de la Terre plate a souvent été en toute bonne foi décrit comme la doctrine de l'Église catholique par ceux qui voulaient la représenter comme hostile au progrès ou à la recherche scientifique. Cette version a circulé même dans les sphères académiques ; ainsi, en avril 2016, Thomas Groome (en), ancien prêtre et professeur de théologie au Boston College, affirme que « l'Église catholique n'a jamais dit que la Terre était ronde ; elle a simplement cessé de dire qu'elle était plate. »
En 2009, une analyse de manuels en Autriche et en Allemagne montre que le mythe y devient dominant après la Seconde Guerre mondiale, et persiste encore dans la majorité des livres de classe de ces pays.
On peut remarquer à leur décharge qu'avant la découverte du Nouveau Monde, les géographes ont longtemps travaillé sur des cartes en T, donnant l'impression que la Terre s'arrêtait géodésiquement au bord de l'océan mondial, sur le modèle d'un disque. En réalité, dans la mesure où personne n'avait encore exploré l'hémisphère ouest alors, la question de la sphéricité de la Terre n'entrait pas en ligne de compte.

## Dans l'art et la fiction
De nombreux auteurs contemporains, partant du principe qu’une croyance dominante de la Terre plate existait bel et bien au Moyen-Age, l'ont inclus dans des œuvres représentant l'époque ou bien les visions populaires de l'histoire de Colomb ou de Galilée (notamment des dessins-animés se voulant éducatifs ou comiques). D'autres auteurs ont créé des mondes plats au sein de leur fictions, comme Terry Pratchett.

### Croyance de la Terre plate au Moyen-Age et durant l'Antiquité
Dans « La Maison des Morts », poème du recueil Alcools publié en 1913, Guillaume Apollinaire introduit de façon facétieuse l'idée de la Terre plate pour évoquer l'Apocalypse et la résurrection des morts : 
« Le ciel se peupla d’une apocalypse
Vivace
Et la terre plate à l’infini
Comme avant Galilée
Se couvrit de mille mythologies immobiles »
Une chanson de 1937, They All Laughed (en) (paroles de Ira Gershwin et musique de George Gershwin), contient le couplet « Ils se sont moqués de Colomb / Quand il disait que le monde était rond ».
Dans le dessin animé Bugs Bunny met les voiles (1951), Christophe Colomb et Ferdinand le Catholique se disputent à ce sujet, le roi affirmant que la Terre est plate.
Dans le film d'animation Merlin l'Enchanteur (1963), la croyance dominante est manifestement que la Terre est plate, et Merlin (qui a visité l'avenir) explique au jeune Arthur que « dans les siècles à venir, l'Homme découvrira que la Terre est ronde et qu'elle tourne ».
Dans l'épisode 2 de la saison 2 de la série Star Trek: La nouvelle génération (1988), Riker et Picard évoquent leurs cours sur l'Antiquité où il était enseigné que "les hommes pensaient que la Terre était plate et que les vaisseaux tomberaient s'ils atteignaient le bord" comme comparaison avec leur situation, où il se trouvent bloqués dans un vide sidérale inconnu.
Au cours d'une scène du film éponyme sur Christophe Colomb réalisé en 1992 par Ridley Scott, le navigateur génois déclare au Franciscain Antonio de Marchena que le mensonge de la terre plate perdure depuis des siècles en comparant le globe à une table. 
Dans la série animée Il était une fois… les Découvreurs, épisode 9 (1994), Galilée est non seulement attaqué pour défendre le modèle héliocentrique, mais aussi la sphéricité même de la Terre (étant sommé d'expliquer pourquoi les gens ne glissent pas dans le vide). La série met aussi en scène les superstitions des marins sur les monstres marins et le risque de basculer par-dessus le bord du monde dans l'Ouest de l'Atlantique.
Dans Astérix et les Indiens (1994), le film ajoute à l'album original l'idée d'une fausse représentation de la forme de la Terre alors en vigueur. Les Romains sont ainsi convaincus que la Terre est plate « comme une pizza », et le plan de Tumulus consiste à catapulter Panoramix directement par-dessus le bord du monde (en réalité le rivage du Nouveau Monde qu'il ignore avoir découvert).
Dans Men in Black (1997), quand il relativise ses certitudes sur l'univers, l'agent K explique à James que tout le monde était convaincu que la Terre était plate il y a 500 ans.
Dans la série Kaamelott (2005-2009), Arthur montre lors de deux scènes qu’il est convaincu que la Terre est plate, ce qui laisse entendre que c'est la croyance dominante, le personnage d'Arthur étant instruit.

### Monde fictifs plats
Dans Les Shadoks, série télévisée d'animation française de Jacques Rouxel et Jean-Paul Couturier diffusée à partir de 1968, les Gibis, créatures joyeuses, vivent sur une planète plate et quand elle penche trop d'un côté, certains tombent dans le vide ; leurs rivaux, les hargneux Shadoks, habitent une planète qui change sans cesse de forme et n'offre pas plus de sécurité.
Dans l'univers du Disque-monde (1983-2015) de Terry Pratchett, l'auteur situe le cadre de l'action sur une planète plate portée par quatre éléphants sur le dos d'une tortue qui navigue dans l'espace.
Dans Pirates des Caraïbes : Jusqu'au bout du monde (2007), l'équipage du Hai Pang navigue au fin fond de l'Océan Austral jusqu'à atteindre littéralement le bord du monde, au-delà duquel les flots se jettent dans un immense précipice menant vers l'Au-delà. Par ailleurs, le film montre qu'il est possible de naviguer entre l'Ici-bas et l'Au-delà en faisant chavirer un bateau à l'instant précis de la traversée du soleil sur l'horizon, suivant l'idée que les deux dimensions seraient les faces opposées du même disque que les astres éclairent à tour de rôle.

## Historiographie du mythe
Les historiens ont identifié certains facteurs ayant contribué à ce que le mythe apparaisse et soit largement accepté. Jeffrey Burton Russell (en) fait remonter l'origine de ce qu'il appelle « l'erreur de la Terre plate » à un groupe d'intellectuels français anticléricalistes, en particulier à Jean-Antoine Letronne et, indirectement, à ses maîtres Jean-Baptiste Gail et Edme Mentelle. Mentelle a décrit le Moyen Âge comme « douze siècles plongés dans une nuit d'ignorance », un thème que le mythe de la Terre plate illustre de manière exemplaire dans l'article de Letronne, à la considérable influence, Des opinions cosmographiques des pères de l’Église rapprochées des doctrines philosophiques de la Grèce.
L'historien des sciences Edward Grant voit un terrain fertile pour le mythe dans l'assaut général contre le Moyen Âge et la pensée scolastique, qui débute avec Pétrarque, et dont Grant voit l'une des plus extrêmes expressions dans l'ouvrage de Draper, History of the Intellectual Development of Europe, le mythe de la Terre plate lui-même étant présenté une décennie plus tard par Draper dans son History of the Conflict Between Religion and Science.

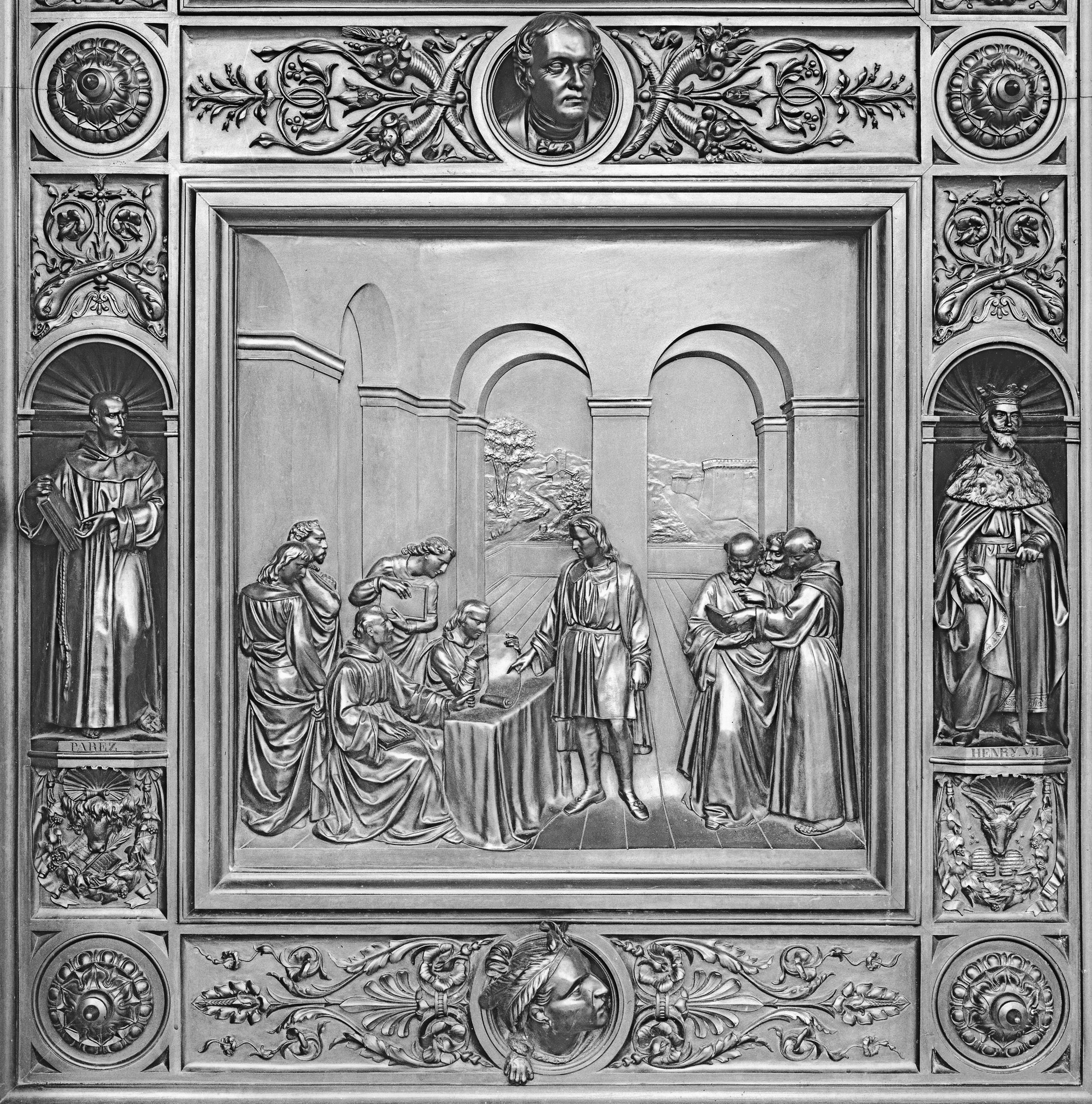
Détail de la Porte de Colomb, Capitole des États-Unis, Washington, représentant Colomb devant le concile de Salamanque.

Les motifs de Andrew Dickson White semblent avoir été plus complexes. Premier président de l'université Cornell, il s'était battu pour qu'elle n'ait aucune attache religieuse, mais soit « un asile pour les sciences ». De plus, c'était un ardent défenseur du darwinisme, qui voyait les personnalités religieuses comme principaux opposants à la théorie de l'évolution, et essayait de montrer que ce conflit entre la science et la religion durait depuis le début du christianisme. Comme certains historiens l'ont fait remarquer, ces conflits du XIXe siècle autour du darwinisme portaient plus largement sur la question de l'autorité relative des scientifiques et du clergé en matière de science et d'éducation. White explicita ces préoccupations dans la préface de son History of the Warfare of Science and Theology in Christendom, où il expliquait les lacunes de l'enseignement de nombreux collèges et universités américaines par leur « caractère sectaire ».
Le mythe de la Terre plate prend une forme artistique dans les nombreux tableaux représentant Christophe Colomb défendant la rotondité de la Terre face au concile de Salamanque. Les artistes américains le montrent défiant avec force « les préjugés, l'ignorance se voulant érudite et la bigoterie pédante » des hommes d'église, offrant une image de héros romantique, cependant homme de commerce et Yankee fonceur, construite pour séduire les Américains du XIXe siècle.
Russell (en) suggère que le mythe fut largement accepté en raison des préjugés et du présentisme. Il mentionne en particulier « les préjugés protestants envers le Moyen Âge catholique… les préjugés rationalistes envers le judéo-christianisme », et « l'idée que nos croyances sont nécessairement supérieures à celles des cultures plus anciennes ».